# Jardim do Arco do Cego
O Jardim do Arco do Cego, oficialmente Jardim Jorge Luis Borges, é um jardim localizado junto ao Bairro Arco do Cego, na zona do Saldanha, em Lisboa.
Em Dezembro de 2008 foi inaugurado no jardim uma escultura de grandes dimensões (8 m x 12 m), em homenagem a Aristides de Sousa Mendes, da autoria de Manuel Carmo, com a presença do Presidente da República, Cavaco Silva. Em 2009, foi-lhe atribuído o nome oficial de Jardim Jorge Luis Borges, por ocasião do 110.º aniversário do nascimento do escritor argentino.
Devido à proximidade ao campus do Instituto Superior Técnico, este jardim é frequentado por alunos universitários para convívios com cerveja. Os moradores queixam-se da degradação do jardim devido ao lixo acumulado, ao ruído e à sobrelotação do espaço.